# 이준승
이준승(1934년 ~ 2012년 1월 15일)은 전두환 대통령에 의하여 대법원 판사에 임명된 대한민국의 법조인이다. 부인 권영렬과 사이에 4남1녀의 자녀가 있다.

## 생애
1934년에 경상북도 안동시에서 태어나 대륜고등학교 고려대학교 법과대학에 재학 중이던 1956년 제8회 고등고시 사법과에 합격하여 이듬해 졸업한 이후 육군 법무관을 마치고 1961년 대구지방검찰청에서 처음으로 검사를 시작하였다. 이후 1963년 청주지방검찰청과 1966년 서울지방검찰청에서 검사를 하였으며 1969년 국회사무처 법제사법위원회 전문위원으로 파견되었다가 1971년 인천지방검찰청 부장검사로 검찰에 복귀하였다. 이후 1973년 서울지방검찰청 남부지청 1977년 서울지방검찰청 1978년 청주지방검찰청에서 부장검사로 재직하였으며 1978년에 차장검사로 승진하여 청주지방검찰청 차장검사에 임명되어 1979년에 대구지방검찰청으로 전보되어 차장검사로 재직하였다.
대검찰청 공판부장, 1980년 서울지검 북부지청장과 1981년 법무부 법무실장을 거쳐 검사장으로 승진하여 1982년 대전지검, 1983년 마산지검에서 검사장을 지내고 광주지검 검사장 재직 중인 1986년 4월에 전두환 대통령에 의해 1986년 4월 17일에  2년 임기의 대법원 판사에 임명되었고 1988년 이일규 대법원장 취임이후 대법관 재임명 과정에서 탈락하여 대법원 판사 퇴임이후에 변호사 활동을 하였다. 1991년에 국회 추천 몫으로 여당인 민자당이 추천하여 중앙선거관리위원에 추천되어 1997년까지 임기를 마쳤다. 서울지검 공안부 검사 시절에는 동백림 사건을 맡아 처리했으며 <국제분쟁에 있어서의 국가배상 문제> 등의 저서가 있고 테니스와 등산을 즐겼다. 대구지검 차장검사로 재직하던 1980년 7월 3일 소속 검사와 직원들에게 "공사간 언행을 조심하고 사건처리과정에서 피의자들에게 이해와 설득으로 승복하여 신뢰받는 검찰상을 구현해달라"고 하면서 "공보관은 엄연히 검사장이므로 검사나  일반직원들이 함부로 수사기밀을 누설하지 말고 검찰청 출입자의 신분을 가릴 것 없이 수위실에서 출입증을 받아 패용하도록 하라"고 지시하였고 대검찰청 공판부장에 재직할 때 "검사들이 피고인에게 무죄만 선고되면 무조건 상소하는 것은 고질적인 폐단이다"고 하면서 개선책을 마련했다.

## 주요 판결
- 대법원 판사로 재직하던 1984년 1월 27일에 불온 유인물 소지로 신고된 사람에 대해 영장없이 압수수색하고 연행하여 6일동안 불법 구금한 진주경찰서 정보계장 김태진(64) 등 3명을 상대로 낸 불법구금 등 불기소처분 기각에 대한  재정신청 사건 항고심(주심 이회창)에서 인용되어 환송된 사건의 재항고심 주심을 맡아 "경찰의 불법구금 사실은 인정되나 경찰관들이 수사업무에 과잉의욕을 보이다 위법행위를 저질렀고 오랜 정보업무에 종사하며 국가에 공헌한 점 등을 고려할 때 검찰의 불기소 처분은 타당하다"는 이유로 기각했다.[5]
- 대법원 판사로 재직하던 1986년 11월 24일에 남성전기 주식회사 대표가 중앙노동위원회를 상대로 낸 부당노동행위 구제 재심판정 취소청구 소송 상고심에서 "학력을 속여 취업을 했더라도 신뢰관계나 기업질서유지에 영향을 주지 않고 특별한 학력을 요구하지 않는 단순직일 경우 이를 이유로 해고한 것은 위법하다"며 원고의 청구를 기각했다. 이는 위장취업을 이유로 노조간부 등에 대해 해고를 하는 것에 제동을 건 최초의 판결이다.[6]
- 대법원 판사로 재직하던 1987년 5월 8일에 택시회사가 교통사고를 낸 운전기사를 상대로 청구한 손해배상청구소송 상고심에서 "단체협약은 근로자의 권익보호와 복리증진을 위해 만들어진 것으로 근로자에게 불리하게 해석돼서는 안된다"며 "이 사고는 근로자의 잘잘못을 따질 것이 없이 업무수행 중 발생한 사고이므로 회사측이 책임져야 한다"는 이유로 원심을 파기하고 대전지방법원 합의부로 환송했다.[7]